# Buffalo Boots

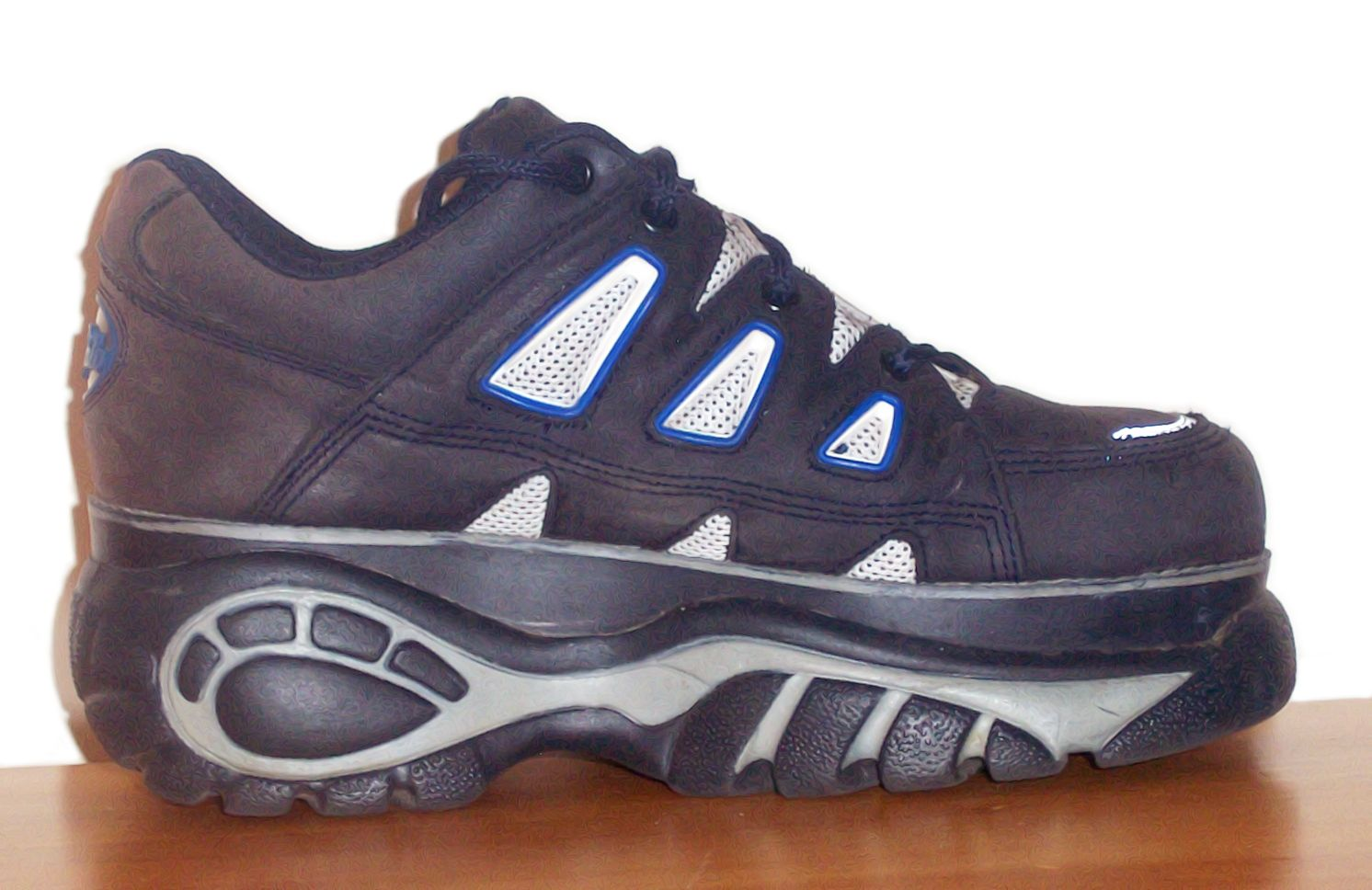
Platform Trainer

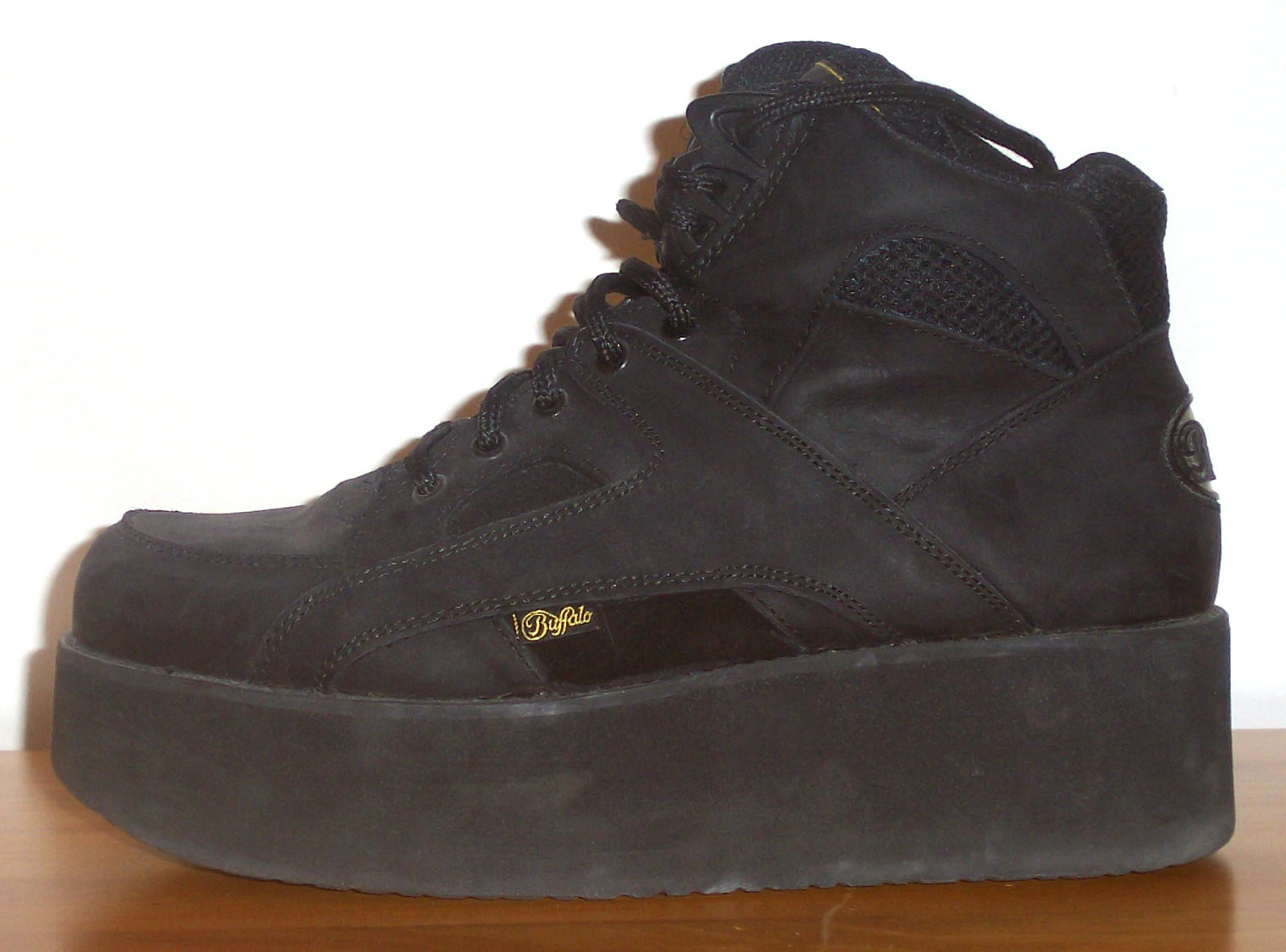
Platform Boot

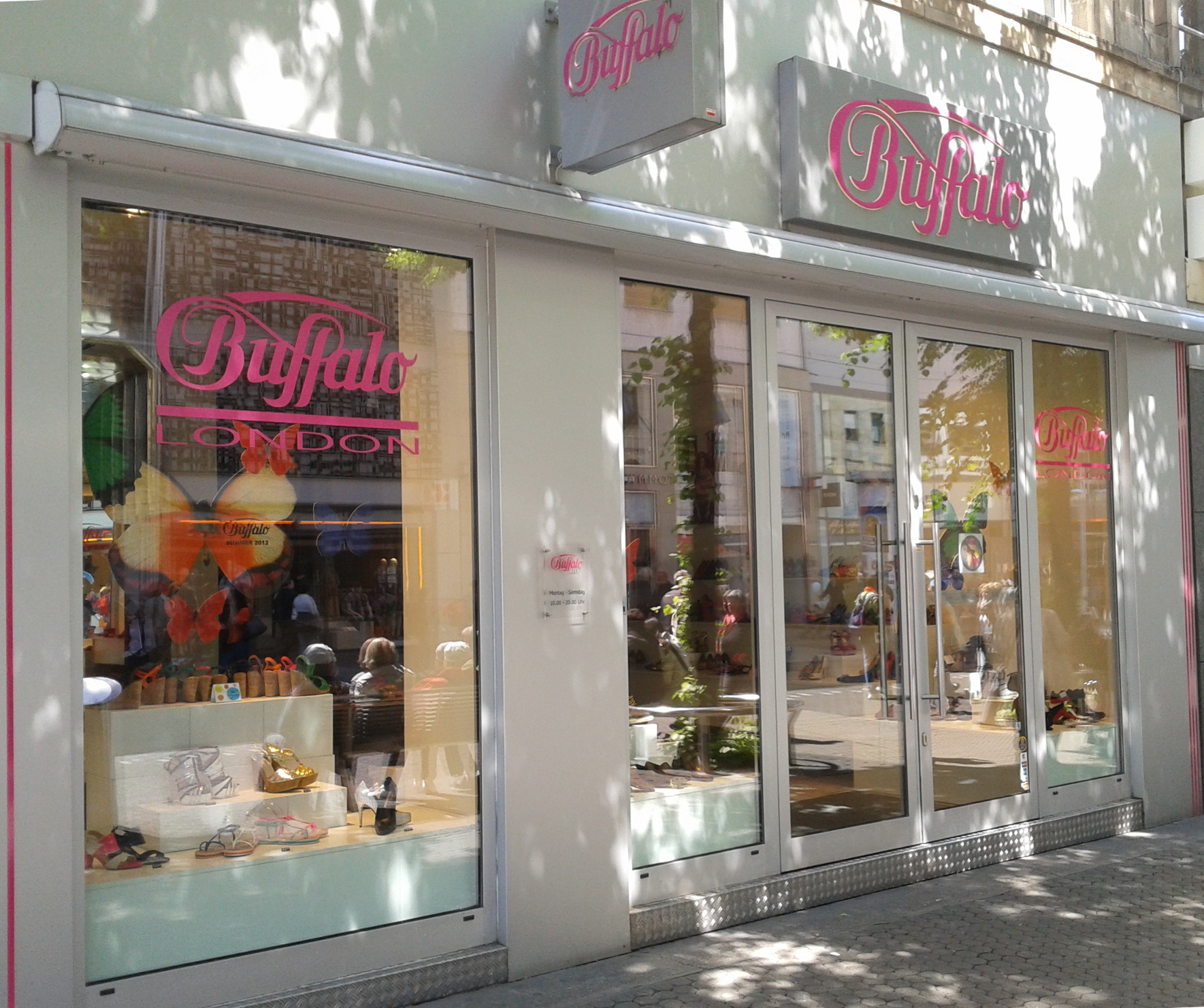
Buffalo-Geschäft

Buffalo ist eine deutsche Schuhmarke, die von der Buffalo Boots GmbH mit Sitz Köln vertrieben wird. International bekannt wurde die Marke in den 1990er Jahren durch Schuhe mit Plateausohle.

## Unternehmensgeschichte
Das Unternehmen wurde 1979 von Michael Conradi in Wiesbaden zum Import von Cowboystiefeln gegründet. Aus dieser Zeit stammt der Unternehmensname und das verschnörkelte Logo. Bereits zu Beginn der 1980er Jahre war der damals noch flache, turnschuhähnliche Buffalo Boot in Deutschland als Männerschuh beliebt. Der klassische schafthohe Schuh, meist in weißem Leder mit rotem Emblem auf der Außenseite des Schaftes wurde mit sehr langen Schnürsenkeln geliefert, die oft auch um den Schaft gewickelt wurden.
Die Marke wurde in den 1990er Jahren vor allem durch Plateau-Turnschuhen erneut populär, die nun  unisex getragen wurden. Dies vorwiegend in der Techno-Szene, wobei Szenegröße Sven Väth zu den Freunden des Gründers zählt. So wurde der 10 cm hohe Schuh 1310-2 durch die Spice Girls bekannt. 
In dieser Zeit wurden die Schuhe wie folgt eingeteilt:
- Wolkensohle (Plateausohle mit einem Buffalo-typischen Muster an der Seite und unten. Sie werden heute als Classic verkauft)
- Tower (seitlich glatte Plateausohle mit zum Teil extremen Höhen von 5 bis 50 cm)
- Skater (Skateschuhe, oft von Modellen der Marke Osiris inspiriert)
- Sneaker (flache Schuhe in verschiedenen Ausführungen)
- Stiefel (Plateau)

## Gegenwart
Heute werden Trendschuhe in zahlreichen Varianten vertrieben. Unter anderem gibt es ein breites Sortiment an Pumps und Ballerinas für Damen. Neben der Dachmarke Buffalo werden Produkte auch in der Kollektionslinien Buffalo London angeboten. Daneben gibt es als Buffalo Classics auch die in die Unternehmensgeschichte eingegangenen Plateau-Modelle. Im Oktober 2016 übernahm die Deichmann SE das Unternehmen und betreibt es unter der Marke Buffalo weiter.

## Auszeichnungen
Buffalo wurde von der Fachzeitschrift Schuhkurier als „innovativste Brand“ mit dem Step Award 2013 ausgezeichnet.